# Karl Trübner
Pour les articles homonymes, voir Trübner.
Karl Ignaz Trübner, né à Heidelberg le 6 janvier 1846 et décédé à Strasbourg le 2 juin 1907, est un éditeur allemand qui est actif à Strasbourg.

## Biographie
Issu d'une famille d'orfèvres de Heidelberg, il est le frère aîné du peintre Wilhelm Trübner qui exécute son portrait. En 1872 il crée une maison d'édition étroitement liée à la Kaiser-Wilhelm Universität (Université allemande de Strasbourg).
À sa mort, en 1907, la maison d'édition est reprise par Walter de Gruyter. Karl Trübner est inhumé auprès de sa femme Klara, née Engelhorn (1854-1908), au cimetière Saint-Louis de Strasbourg (Robertsau).
Une rue de Strasbourg reliant la rue de Verdun au boulevard Tauler dans le quartier de l'Orangerie porte son nom.